# جوانشیر
جُوانشیر پسر خسرو پرویز و گردیه، خواهر بهرام چوبین، بود. او پس از کشته شدن خسرو سوم که در خراسان دعوی فرمانروایی داشت و ظاهراً ترکان وی را علم کرده بودند، به فرمانروایی رسید. مدت فرمانروایی او بسیار کم بود.دینوری تاریخ نگار قرن نهم ذکر کرده که او قبل از ملکه ساسانی بوران حکومت کرده که به این معنی است او توانسته است برخلاف دیگر برادرانش از قتل عام قباد دوم بگریزد. با این حال این مسائل مبهم است و تاکنون هیچ سکه‌‏ای به نام او پیدا نشده است. لازم به یادآوری است که نام او از سوی حمزه اصفهانی در گروه برادرانی یاد شده که به‌دست قباد دوم کشته شدند.